# Taussac-la-Billière
 Taussac-la-Billière  es una población y comuna francesa, situada en la región de Occitania, departamento de Hérault, en el distrito de Béziers y cantón de Clermont-l'Hérault.

## Demografía
| 207 | 219 | 213 | 259 | 330 | 352 | 443 |
| Para los censos de 1962 a 1999 la población legal corresponde a la población sin duplicidades (Fuente: INSEE [Consultar]) |     |     |     |     |     |     |